# Discodermia ornata
Discodermia ornata är en svampdjursart som beskrevs av William Johnson Sollas 1888. Discodermia ornata ingår i släktet Discodermia och familjen Theonellidae. Inga underarter finns listade i Catalogue of Life.